# Vámosatya
Vámosatya je obec v Maďarsku v župě Szabolcs-Szatmár-Bereg v okrese Vásárosnamény.
Má rozlohu 2429 ha a v roce 2015 zde žilo 556 obyvatel.

## Památky
První zmínky o farnosti jsou z roku 1321. V roce 1341 byl postaven kostel sv. Jiří.
V obci je dřevěná zvonice postavená v roce 1691 a patří mezi nejstarší a nejvyšší v Maďarsku. Věž je sloupovo-rámové konstrukce, která se směrem dolů rozšiřuje. Konstrukce je štíhlá a vysoká zakončená vysokou a úzkou jehlanovou střechou, která je v nárožích ozdobená malými stejnými věžičkami.